# Misión jesuítica de San Ignacio Miní
Las ruinas más conocidas de la reducción de San Ignacio Miní, una misión jesuítica fundada a comienzos del siglo XVII para evangelizar a los nativos guaraníes, por el padre jesuita, hoy san Roque González de Santa Cruz , se encuentran en la actual localidad de San Ignacio, en la provincia argentina de Misiones, distantes unos 60 km de la capital provincial, Posadas. Aunque el asiento inicial de San Ignacio Miní (San Ignacio Miní I) se ubica en el extremo norte del actual estado brasileño de Paraná cuando entre los siglos XVI y XVIII el territorio de tal estado formaba la región hispanojesuítica de La Guayrá.

## Origen e historia de la misión

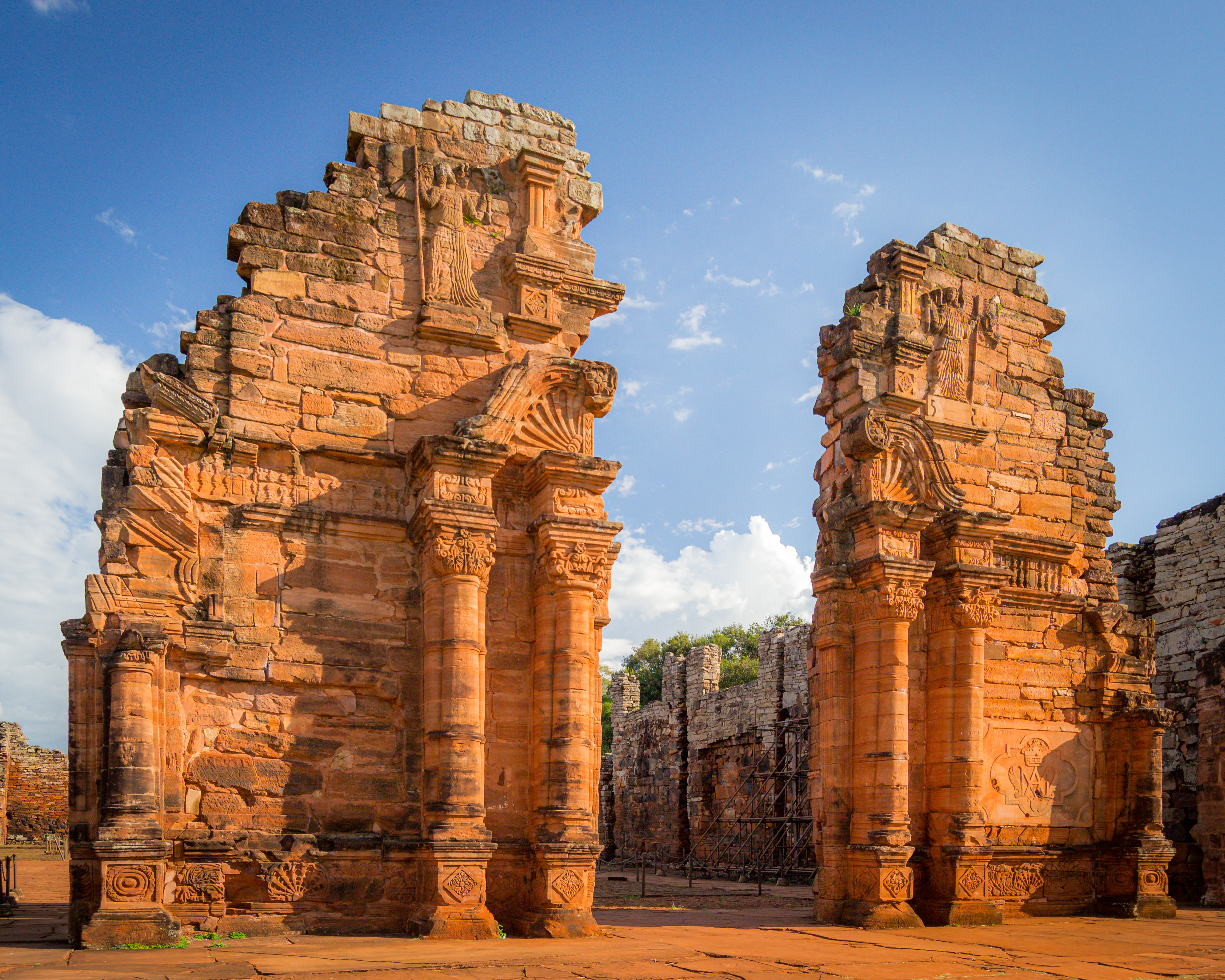
Portal de la iglesia.

La misión original fue dirigida por los sacerdotes José Cataldino y Simón Maceta en la región que los nativos llamaban Guayrá y los españoles llamaron La Pinería, en el actual estado de (Estado de Paraná,Brasil), alrededor de 1610. En 1631, la mayor parte de las reducciones fueron asediadas y destruidas por los bandeirantes paulistas o mamelucos. Sólo las de San Ignacio y Nuestra Señora de Loreto resistieron los ataques, pero en 1632 decidieron trasladarse a la región de Paranaimá, hacia el oeste. Pese a la formación de milicias nativas organizadas y entrenadas por los jesuitas de vocación militar, las hostilidades obligaron a replegarse nuevamente hacia el este, a su ubicación actual, en donde en 1696, tras haber tenido diversos emplazamientos que fueron abandonados más tarde, se restableció definitivamente. Entonces:
1)- Argentina Misiones el nombre de San Ignacio Miní ("la menor", en guaraní) para distinguirla de la anterior San Ignacio de la zona, llamada luego
2) - Paraguay San Ignacio Guazú ("la mayor")....
Con la expulsión de los jesuitas de América en 1767 comenzó el rápido deterioro de las reducciones. San Ignacio fue además destruida en 1817 por tropas paraguayas.

## Situación actual

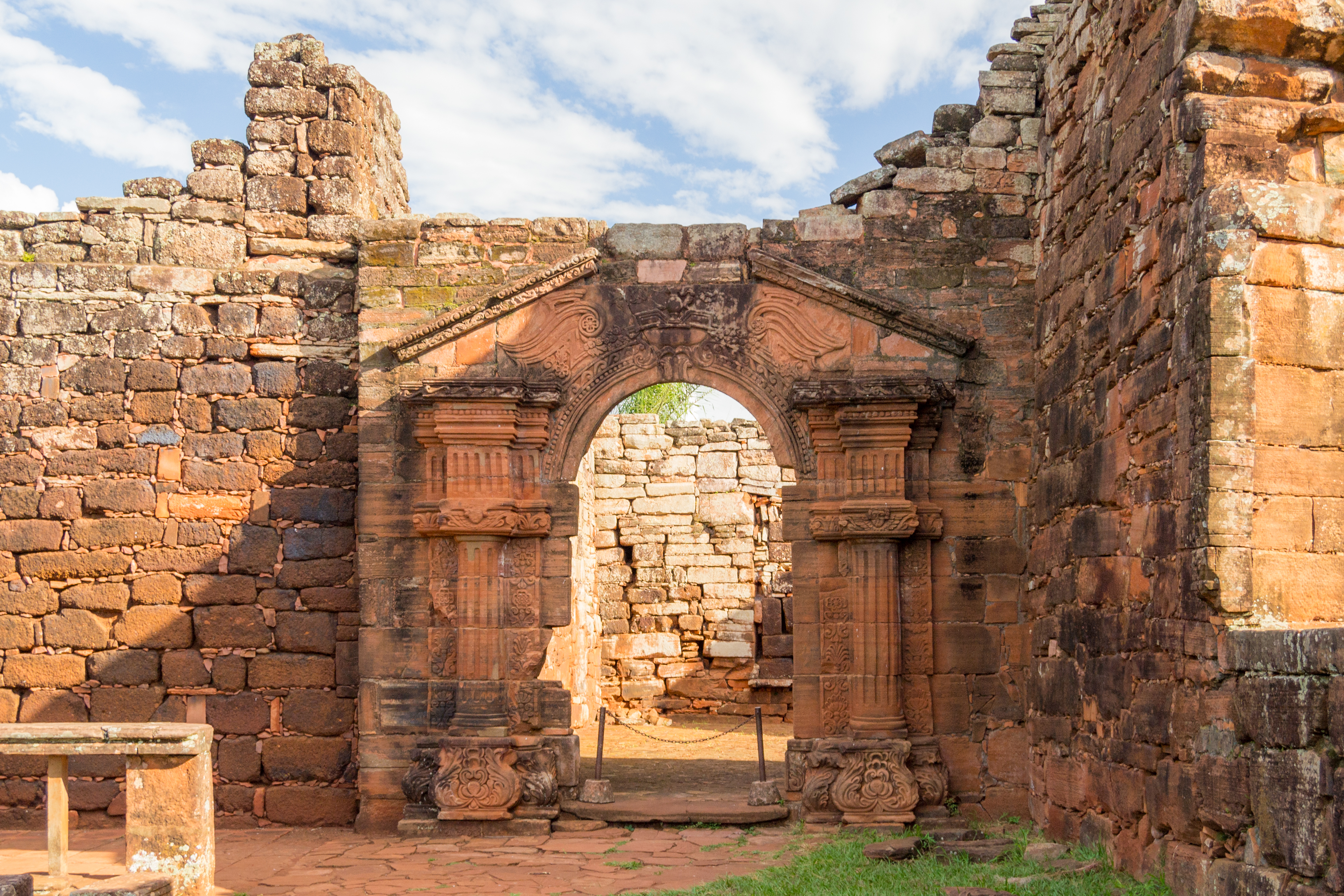
Puerta de la Sacristía.

En la actualidad San Ignacio Miní es la mejor conservada de las misiones en territorio argentino. La planta de la misión es la común a la mayoría de las construidas por los jesuitas en la época: alrededor de una plaza central se distribuyen la iglesia, la Casa de los Padres, el cementerio, las viviendas y el cabildo. En la construcción de San Ignacio se empleó la piedra local, el asperón rojo, en grandes piezas. La dimensión de los trabajos ha permitido que, pese a años de deterioro, la mayor parte de los muros siga en pie.
En 1984 las ruinas brasileñas de San Miguel de las Misiones, que ya había sido declarada Patrimonio de la Humanidad por la Unesco en 1983, fue extendida para incluir las misiones de Nuestra Señora de Loreto, Santa María la Mayor, Santa Ana y San Ignacio Miní, convirtiéndose en un único sitio transfronterizo.

## Comunidad Guaraní de San Ignacio
Sitio en donde se mantiene una comunidad de descendientes de guaraníes, allí se pueden observar algunas de sus auténticas artesanías y recorrer establecimientos yerbateros y otros cultivos, como ser lo cultivos de la káa-hée, estevia, o "hierba dulce" (una  alternativa al azúcar y a los edulcorantes artificiales).
En la localidad se encuentra también un centro de interpretación, que provee información de la historia y la cultura de las misiones, además de organizar espectáculos didácticos.